# Ак-Башат (Таласская область)
Ак-Башат (кирг. Ак-Башат) — село в Айтматовском районе Таласской области Кыргызстана. Административный центр Бакайырского аильного округа. Код СОАТЕ — 41707 215 815 01 0.

## Население
По данным переписи 2009 года, в селе проживало 1876 человек.